# SHERBETS
SHERBETS（シャーベッツ）是原BLANKEY JET CITY乐队成员浅井健一组建的4人另类摇滚乐队。BLANKEY JET CITY在1996年起以SHERBET（シャーベット）的名义活动，当时其音乐以不插电乐器为主，而1998年起，则结成了现在风格的新生SHERBETS乐队。2000年BLANKEY JET CITY乐队解散後，乐队更加活跃，但在2002年JUDE乐队组建后，乐队便终止了活动。2005年再次活動。当年，浅井同时参与JUDE和SHERBETS二乐队的活动，十分忙。乐队代言人浅井将乐队SHERBETS称做“宝物”。
2011年在《FREE》发行前，他在杂志上曾经发表过乐队要解散的言论，但之后就将其撤回了。在那之后乐队继续紧锣密鼓地活动着。

## 成员
- 浅井健一 （主唱、吉他）
- 福士久美子（日语：福士久美子）  （键盘、合唱、主唱）
- 仲田憲市 （贝斯）
- 外村公敏（日语：外村公敏）（架子鼓）

1996年当時的成员是浅井健一（主唱、吉他）、水政創史郎（吉他）、福士久美子（键盘、合唱）、史蒂夫·衛藤（打击乐）这4人。

## MTV
| 監督                     | 曲名                                                                                     |
| 浅井健一                 | 「HIGH SCHOOL」「Stealth（页面存档备份，存于）」                                         |
| 今井俊彦(Toshihiko Imai) | 「カミソリソング」「サリー」                                                             |
| 岩佐あつき               | 「STRIPE PANTHER（页面存档备份，存于）」                                                 |
| 大喜多正毅               | 「Brixton Madness Party Generation」                                                     |
| 大箭亮二                 | 「A GUN」「MAD DISCO」「リディアとデイビッド（页面存档备份，存于）」「小さな花」         |
| 大箭亮二 & 大野敏嗣      | 「ジョーンジェットの犬 from DVD「ghost flowers」」「小さな花 from DVD「ghost flowers」」 |
| niu                      | 「38 Special」                                                                           |
| niu + Kenichi Asai       | 「38 Special (浅井健一 ver.)」                                                           |
| 番場秀一                 | 「Rainbow Surfer」                                                                       |
| 福士昌明                 | 「わらのバッグ」                                                                         |
| M.FUKUSHI/T.TAKAO        | 「三輪バギー」                                                                           |
| 不明                     | 「Black Jenny」「Love Jobin Dug」「TAXI DRIVER」「グレープジュース」「君の肩に触れて」   |

## 出演
- 2005年4月7日・14日 - 「音神 GIG TV!」
- 2008年1月29日 - CX「FACTORY」
- 2008年4月24日 - NHK「MUSIC JAPAN」
- 2008年7月8日 - CX「ELVIS」
- 2009年4月1日 - 「ELVISカムバックスペシャル」

## 主要演唱会

### 单人LIVE、主办演唱会
- 1999年6月12日〜06月29日 - SHERBETS Secret GIG
- 1999年7月28日〜08月10日 - SHERBETS SIBERIA GIGS
- 1999年10月13日〜12月30日 - SHERBETS SIBERIA GIGS II
- 2005年12月1日〜2006年1月6日 - SIBERIAN MADNESS GIGS
- 2008年1月6日〜01月9日 - MIRACLE GIGS
- 2008年5月6日 - MIRACLE GIGS ADVENTURE
- 2008年5月10日 - SHERBETS 10th ANNIVERSARY "MIRACLE GIGS SPECIAL"
- 2008年12月4日〜2009年1月16日 - SHERBETS WATER&OIL TOUR 2008-2009
- 2010年7月7日 - COLD MINK NIGHT vol.9
- 2012年2月18日 - ULTIMATE GOLD vol.1
- 2012年2月25日〜04月15日 - SHERBETS LUX FOX TOUR 2012
- 2012年9月18日〜09月23日 - SHERBETS STRIPE PANTHER GIGS
- 2015年2月27日 - SHERBETS LATE SHOW Vol.1 EARLY SHERBETS NIGHT～Late Show
- 2015年4月9日 - SHERBETS LATE SHOW Vol.2 ～Mid Days～中期 SHERBETS NIGHT
- 2015年6月1日〜07月29日 - 2015 TOUR 「きれいな血」
- 2015年12月12日〜12月29日 - YEAR END PARTY 「STEALTH GIGS」
- 2016年2月7日〜03月19日 - TOUR 2016「CRASHD SEDAN DRIVE」

### 出演演唱会
- 2000年8月12日 - ROCK IN JAPAN FESTIVAL 2000
- 2001年7月27日 - FUJI ROCK FESTIVAL '01
- 2001年8月11日 - Sky Jamboree（日语：Sky Jamboree） 2001
- 2001年8月18日 - RISING SUN ROCK FESTIVAL 2001 in EZO
- 2001年8月25日 - SETSTOCK（日语：SETSTOCK）'01
- 2005年7月30日 - FUJI ROCK FESTIVAL '05
- 2005年8月20日 - RISING SUN ROCK FESTIVAL 2005 in EZO
- 2008年4月27日 - ARABAKI ROCK FEST.（日语：ARABAKI ROCK FEST.）08
- 2008年7月25日 - FUJI ROCK FESTIVAL '08
- 2008年8月16日 - RISING SUN ROCK FESTIVAL 2008 in EZO
- 2008年8月29日 - LIQUID ROOM 4th ANNIVERSARY
- 2011年7月24日 - JOIN ALIVE（日语：JOIN ALIVE） 2011
- 2011年7月29日 - FUJI ROCK FESTIVAL '11
- 2011年8月13日 - RISING SUN ROCK FESTIVAL 2011 in EZO
- 2011年9月10日 - BAYCAMP 2011
- 2011年9月23日 - GG11 -GG 10th Anniversary-
- 2011年10月18日 - SHELTER presents 20th Anniversary Special Show
- 2011年12月30日 - FM802（日语：FM802） ROCK FESTIVAL RADIO CRAZY（日语：RADIO CRAZY） 2011
- 2012年3月17日 - HAPPY JACK 2012
- 2012年4月28日 - ARABAKI ROCK FEST.12
- 2012年5月18日 - Lillies and Remains（日语：Lillies and Remains） Presents "MOTORAMA 01"
- 2012年7月21日 - JOIN ALIVE 2012
- 2012年8月25日 - RockDaze! 2012
- 2014年12月11日 - SEXY STONES RECORDS 15th Before Anniversary Special Thanks! - SSR history and the future -
- 2016年6月7日 - J-WAVE TOKYO REAL-EYES "LIVE SUPERNOVA 野音DX"
- 2016年7月8日 - NiPPoN RockS
- 2016年9月18日 - Ready Steady George!! presents "Radio Riot"
- 2016年12月19日 - LONDON NITE X'mas Special 2015
- 2016年4月??日 - ARABAKI ROCK FEST.16
- 2016年7月24日 - FUJI ROCK FESTIVAL'16

## 扩展链接
- SEXY STONES RECORDS（页面存档备份，存于）
- SHERBETS | SonyMusic（页面存档备份，存于）
- 福士久美子的X（前Twitter）